# Xinhua Xiang (socken i Kina, lat 24,75, long 98,48)
Xinhua Xiang (kinesiska: 新华, 新华乡) är en socken i Kina. Den ligger i provinsen Yunnan, i den sydvästra delen av landet, omkring 420 kilometer väster om provinshuvudstaden Kunming.
Genomsnittlig årsnederbörd är 1 368 millimeter. Den regnigaste månaden är juli, med i genomsnitt 357 mm nederbörd, och den torraste är januari, med 8 mm nederbörd.